# Huillé
Huillé est une ancienne commune française située dans le département de Maine-et-Loire, en région Pays de la Loire, devenue le 1er janvier 2019 une commune déléguée de la commune nouvelle de Huillé-Lézigné.

## Géographie

### Localisation
Commune angevine du Baugeois, Huillé se situe au nord de Lézigné, sur les routes D 135, Daumeray, et D 68, Baracé.

### Aux alentours
Les communes les plus proches sont Lézigné (1 km), Baracé (4 km), La Chapelle-Saint-Laud (4 km), Durtal (5 km), Daumeray (7 km), Les Rairies (8 km), Marcé (8 km), Montigné-lès-Rairies (8 km), Beauvau (9 km) et Montreuil-sur-Loir (9 km).

### Hydrographie
Le Loir (rivière) marque la limite sud de son territoire, qui se situe sur l'unité paysagère des Plateaux du Haut Anjou.

## Toponymie
Formes anciennes : 1035 Terra Ulliaci, 1072 Ulliacum, 1074 Sancti Johannis de Ulliaco, 1296 Uillé.

## Histoire

### Ancien Régime
Situé sur la voie de communication entre Tiercé et Durtal d'une part, et le chemin de Beauvau par un bac sur le Loir d'autre part, Huillé est un bourg agricole avec des activités de culture, élevage, et viticole. Les traces écrites de l'histoire de Huillé prennent naissance dans les documents rattachés aux biens de l'église ; on ne signal aucune trace celtique en ces lieux.
L'église paroissiale appartenait à l'abbaye de Saint-Serge à Angers qui établit à l'ouest du bourg un prieuré dédié à saint Jean-Baptiste. Célestin Port cite la liste des prieurs de 1130 à 1773. Le prieuré a cessé son activité à la Révolution et a été vendu avec les biens nationaux le 27 mai 1791. Au XVIe siècle, le prieuré s'étendait vers Daumeray jusqu'à la Cardière (aujourd'hui la Gardière) et la Buinière, et possédait les moulins de Huillé et les Moulins Neufs sur Lézigné. La ferme actuelle du Prieuré (les anciens disaient la Prieulée) correspond à l'ancien prieuré.
À part les biens de l'église, le territoire était partagé entre deux seigneuries, celle du château de Huillé, séparée du prieuré par le ruisseau Amour, et celle du Plessis-Greffier. Aux XVIIe et XVIIIe siècles, l'église possédait 20 % du sol de la paroisse, la noblesse 25 %, la bourgeoisie 41 % et les paysans 14 %. Les plus belles tenues étaient établies en métairies et louées à des fermiers. Les closeries, plus petites et plus nombreuses, étaient louées à ferme ou à moitié. Le closier pouvait posséder tout ou partie du bétail, ou rien du tout, dans ce cas, il « vendait » sa force de travail au propriétaire (qu'il appelait maître) contre le droit de survivre. Les artisans et commerçants possédaient ou louaient souvent aussi un morceau de terre qu'ils cultivaient ou faisaient cultiver par un journalier. Ces terres étaient appelées terres volantes.

### Révolution
La municipalité fut formée le 31 janvier 1790, le scrutin étant présidé par le syndic de la paroisse, Godefroy Lejeune de Créquy de Furjon, châtelain du Plessis Greffier (capitaine à la retraite). Le maire fut Pierre Plessis, tonnelier, remplacé en 1791 par Etienne Claude dit Beaufort, Godefroy Lejeune de Furjon demeurant procureur de la commune.

### La Chouannerie
Les Chouans ont marqué leur passage sur la commune de Huillé dans les années 1795-96.
- le 19 avril 1795, ils fusillent aux Marionnières Guillaume Mortrieux, ancien officier municipal, et Nicolas Sourcillier de Durtal,
- le 27 avril, ils mettent le feu à l'église et menacent d'incendier le bourg,
- le 6 janvier 1796, ils sont surpris et massacrés au château de la Roche-Jacquelin de Daumeray
- le 15 mars, ils tuent René Minée aux Chenelleries,
- le 3 juin, ils fusillent Laurent Miseray (beau-frère de René Minée) chez lui au bourg.

Il s'agit là d'exécutions soit d'opposants, soit de personnes réticentes à l'enrôlement de force, pour l'exemple. Ces décès sont consignés dans les registres municipaux de l'époque, sans référence aux causes de la mort.

### Mémoire des hommes
- Au milieu du XXe siècle, Huillé comptait un boulanger, un épicier, un maréchal-ferrant, un charron, un coiffeur, un bureau de tabac, au moins cinq bistrots et une société de boule de fort.
- Huillé cultivait autrefois le chanvre destiné à la fabrication des cordages. Les fagots de chanvre étaient mis à rouir dans le Loir, au moulin de Chaufour. Le rouissage permettait de décomposer la pulpe de la tige pour ne conserver que la fibre. Les fagots étaient bloqués contre des grosses pierres dans la rivière, au niveau de l'abreuvoir. Ces pierres sont encore visibles.
- Monsieur Bodard, instituteur public dans les années 1950-60 disait avoir vu le départ de souterrain qui existe au château de Huillé. Il y aurait un passage qui conduit au château du Plessis-Greffier et un autre qui relie le Prieuré.
- Les moines qui allaient à pied du prieuré au bourg de Huillé empruntaient le chemin de la Charnasserie (aujourd'hui route des Moulins Neufs) et remontaient dans le bourg en longeant les murs du château par le chemin dit de Saints-Pères.

### XXIesiècle
Huillé fusionne avec Lézigné en janvier 2019, créant la commune nouvelle de Huillé-Lézigné.

## Politique et administration

### Administration municipale

#### Administration actuelle
Depuis le 1er janvier 2019, Huillé constitue une commune déléguée au sein de la commune nouvelle de Huillé-Lézigné et dispose d'un maire délégué.
| Période                                  | Période  | Identité          | Étiquette | Qualité |
| ---------------------------------------- | -------- | ----------------- | --------- | ------- |
| janvier 2019                             | mai 2020 | Guy Adrion        |           |         |
| mai 2020                                 | en cours | Dominique Gautier |           |         |
| Les données manquantes sont à compléter. |          |                   |           |         |

#### Administration ancienne
| Période                                  | Période       | Identité                                      | Étiquette | Qualité |
| ---------------------------------------- | ------------- | --------------------------------------------- | --------- | ------- |
| 1790                                     |               | Pierre Plessis                                |           |         |
| 1791                                     |               | Etienne Claude-Beaufort                       |           |         |
| 1794                                     |               | Hardyau-Patrière                              |           |         |
| 1795                                     |               | Godefroy Lejeune de Furjon (suspendu en 1796) |           |         |
| 1797                                     |               | Hardyau-Patrière                              |           |         |
| 1798                                     |               | Godefroy Lejeune de Furjon                    |           |         |
| 1830                                     |               | Jean Lebrun                                   |           |         |
| 1831                                     |               | Monsallier                                    |           |         |
| 1833                                     |               | François Bernard                              |           |         |
| 1848                                     |               | Albert-Emile de Blois                         |           |         |
| 1870                                     |               | Louis Quartier                                |           |         |
| 1878                                     |               | Georges de Blois                              |           |         |
| 1884                                     |               | Adrien de Blois                               |           |         |
| 1929                                     |               | Jules Turquais                                |           |         |
| 1945                                     |               | Albert Rolland                                |           |         |
| 1947                                     |               | Gustave Brichet                               |           |         |
| 1965                                     |               | Claude de la Trollière                        |           |         |
| 1995                                     | décembre 2018 | Guy Adrion,                                   |           |         |
| Les données manquantes sont à compléter. |               |                                               |           |         |

### Intercommunalité
Avant la fusion au sein d'Huillé-Lézigné, la commune était membre de la communauté de communes du Loir, elle-même membre du syndicat mixte Pays Loire-Angers.

## Population et société

### Évolution démographique
L'évolution du nombre d'habitants est connue à travers les recensements de la population effectués dans la commune depuis 1793. Pour les communes de moins de 10 000 habitants, une enquête de recensement portant sur toute la population est réalisée tous les cinq ans, les populations de référence des années intermédiaires étant quant à elles estimées par interpolation ou extrapolation. Pour la commune, le premier recensement exhaustif entrant dans le cadre du nouveau dispositif a été réalisé en 2007.

En 2016, la commune comptait 553 habitants, en évolution de +5,53 % par rapport à 2010 (Maine-et-Loire : +2,12 %, France hors Mayotte : +2,11 %).
| 1793 | 1800 | 1806 | 1821 | 1831 | 1836 | 1841 | 1846 | 1851 |
| ---- | ---- | ---- | ---- | ---- | ---- | ---- | ---- | ---- |
| 738  | 785  | 855  | 799  | 787  | 773  | 793  | 758  | 768  |

| 1856 | 1861 | 1866 | 1872 | 1876 | 1881 | 1886 | 1891 | 1896 |
| ---- | ---- | ---- | ---- | ---- | ---- | ---- | ---- | ---- |
| 735  | 701  | 716  | 654  | 631  | 601  | 607  | 578  | 610  |

| 1901 | 1906 | 1911 | 1921 | 1926 | 1931 | 1936 | 1946 | 1954 |
| ---- | ---- | ---- | ---- | ---- | ---- | ---- | ---- | ---- |
| 605  | 582  | 574  | 502  | 480  | 474  | 452  | 462  | 505  |

| 1962 | 1968 | 1975 | 1982 | 1990 | 1999 | 2006 | 2007 | 2012 |
| ---- | ---- | ---- | ---- | ---- | ---- | ---- | ---- | ---- |
| 526  | 491  | 384  | 361  | 373  | 406  | 480  | 491  | 536  |

| 2016 | - | - | - | - | - | - | - | - |
| ---- | - | - | - | - | - | - | - | - |
| 553  | - | - | - | - | - | - | - | - |

### Pyramide des âges
La population de la commune est relativement jeune. Le taux de personnes d'un âge supérieur à 60 ans (18,3 %) est en effet inférieur au taux national (21,8 %) et au taux départemental (21,4 %).
Contrairement aux répartitions nationale et départementale, la population masculine de la commune est supérieure à la population féminine (50,5 % contre 48,7 % au niveau national et 48,9 % au niveau départemental).
La répartition de la population de la commune par tranches d'âge est, en 2008, la suivante :
- 50,5 % d’hommes (0 à 14 ans = 27,8 %, 15 à 29 ans = 14,9 %, 30 à 44 ans = 25,4 %, 45 à 59 ans = 15,7 %, plus de 60 ans = 16,1 %) ;
- 49,5 % de femmes (0 à 14 ans = 24,3 %, 15 à 29 ans = 17,7 %, 30 à 44 ans = 24,7 %, 45 à 59 ans = 12,8 %, plus de 60 ans = 20,6 %).

| Hommes | Classe d’âge | Femmes |
| ------ | ------------ | ------ |
| 0,0    | 90 ans ou +  | 0,0    |
| 6,0    | 75 à 89 ans  | 7,4    |
| 10,1   | 60 à 74 ans  | 13,2   |
| 15,7   | 45 à 59 ans  | 12,8   |
| 25,4   | 30 à 44 ans  | 24,7   |
| 14,9   | 15 à 29 ans  | 17,7   |
| 27,8   | 0 à 14 ans   | 24,3   |

| Hommes | Classe d’âge | Femmes |
| ------ | ------------ | ------ |
| 0,4    | 90 ans ou +  | 1,1    |
| 6,3    | 75 à 89 ans  | 9,5    |
| 12,1   | 60 à 74 ans  | 13,1   |
| 20,0   | 45 à 59 ans  | 19,4   |
| 20,3   | 30 à 44 ans  | 19,3   |
| 20,2   | 15 à 29 ans  | 18,9   |
| 20,7   | 0 à 14 ans   | 18,7   |

## Économie
Sur 31 établissements présents sur la commune à fin 2010, 52 % relevaient du secteur de l'agriculture (pour une moyenne de 17 % sur le département), 3 % du secteur de l'industrie, 3 % du secteur de la construction, 29 % de celui du commerce et des services et 13 % du secteur de l'administration et de la santé.

## Culture locale et patrimoine

### Lieux et monuments

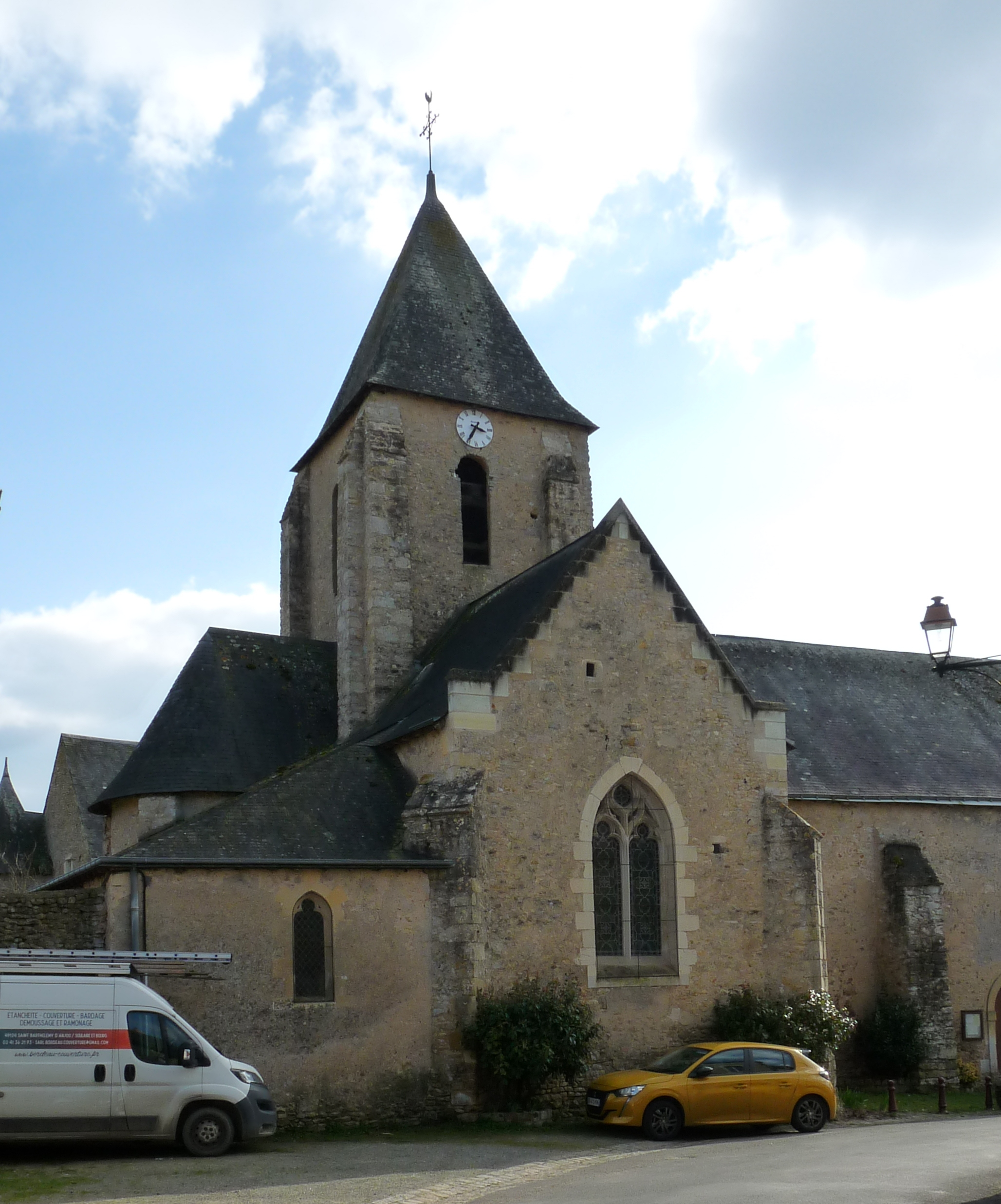
L'église Saint-Jean-Baptiste de Huillé.

- Le château de Huillé : le seigneur de Huillé avait droit de sépulture dans l'église paroissiale. Il relevait de la baronnie de Chateauneuf et possédait des terres sur Huillé mais également sur Tiercé, Etriché, Moranne et Daumeray. Les traces de la seigneurie de Huillé remontent au XIVe siècle. Le domaine a changé plusieurs fois de main au cours des siècles pour arriver en 1787 en celles de Pierre Lejeune de Créguy dont la descendance - en la personne de Cécile de la Bonninière de Beaumont, veuve Albert de Blois, puis la famille de Blois originaire de Daumeray - l'a possédé et y a habité jusque dans les années 1990. Le château est adossé à l'église, face au Loir. Les soubassements pourraient remonter au XIIIe siècle alors que le corps du logis date du XVIIIe, au centre, on remarque une élégante tourelle d'escalier à moulures du XVIe.
- Le château du Plessis-Greffier, fort bien situé sur les coteaux du Loir, entre Huillé et Durtal trouve son origine au début du XIIIe siècle. Le pavillon carré actuel date du XVIIe siècle. Ancien fief et seigneurie relevant initialement de Durtal, il fut acquis en 1645 par Pierre le Jeune, chevalier, sieur de la Furjonnière, qui entreprit des travaux et fit construire une chapelle. Le seigneur du Plessis-Greffier demeurait sur place et faisait valoir son domaine. Par successions, le château passe à la famille de Villebois-Mareuil puis, au XXe siècle, à la famille de Gouyon de Coyspel.
- L'église Saint-Jean-Baptiste église paroissiale, elle pourrait remonter au XVe siècle. Elle fut incendiée par la foudre en 1910 et reconstruite. Voute en bois.
- La Bouchetière : gentilhommière de XVIe siècle, en partie modernisée. Elle appartenait en 1738 à Michel de La Salle, et à la fin du XIXe siècle à Aubin de Narbonne. Monsieur de Cumont en était propriétaire en 1965 puis monsieur Chéreau, artiste peintre et père du cinéaste Patrice Chéreau.
- Aubigné : Le fief d'Aubigné appartenait au XVIIIe siècle à la famille de la Motte-Baracé mais relevait du Plessis Greffier. Il comprenait les métairies d'Aubigné et de la Crécolière et les closeries du Pin et de la Bouquetière, le fief de Mainberte y était rattaché, le tout couvrait 110 hectares. Aubigné fut vendu par Pierre de la Motte-Baracé, marquis de Senomes à François le Jeune de la Furjonnière en 1757 et intégré au Plessis Greffier.
- Ancien presbytère
- Chaufour : ferme et moulin sur le Loir, on en trouve trace au XVIIe siècle. La dernière lignée de meuniers fut la famille Gaugain.
- Lavoir.
- Maisons anciennes du bourg des XVIIe et XVIIIe siècles.

### Autres lieux et monuments
- Mairie-école : La première école publique fut établie dans une maison louée, située à la sortie du bourg, vers Baracé. On peut encore y voir sur le pignon des marques qui pourraient être celle d'un ancien préau. La mairie actuelle et l'école datent de 1861. L'école ne comportait qu'une seule classe située derrière la mairie et qui sert aujourd'hui de salle de réunion pour le club de l'Amitié. Le logis de l'instituteur à gauche de la mairie fut achevé en 1914 avec la construction d'une 2e classe.
- Salle des réunions : La salle de réunions ou patronage dite Salle Saint Jean en mémoire de Jean Quinchard qui avait donné le terrain, fut construite en 1952 vers la sortie de Durtal. Elle servit de salle des fêtes et aussi de salle de théâtre avant d'être désaffectée dans les années 2000. La nouvelle salle des fêtes se situe près du stade de foot.
- Cimetière : L'ancien cimetière se trouvait dans le haut du bourg, à côté de l'actuel. Il contenait l'ancienne chapelle Saint-Eutrope située au bout de ce qui est aujourd'hui la rue des Cyprès. Cette chapelle dont les vestiges étaient encore visibles dans les années 1950, comportait une fenêtre ogivale du XIIIe siècle. Elle était rattachée aux seigneurs du Plessis-Greffier qui y avaient droit de sépulture. Réné de Aubus, mari de Françoise de la Motte, y fut inhumé le 23 mai 1603. D'après Célestin Port (1876), trois tombeaux en pierre calcaire s'y sont rencontrés dans le cœur, sous une voute en ciment. En ce lieu, se tenait jadis une foire le jour de la saint Eutrope (30 avril). L'actuel cimetière contenait des tombes assez anciennes dont certaines du XVIIIe siècle (croix de pierre de tuffeau gravées) qui n'ont malheureusement pas été conservées par la municipalité dans les années 2000. Monument aux morts.

### Personnalités liées à la commune

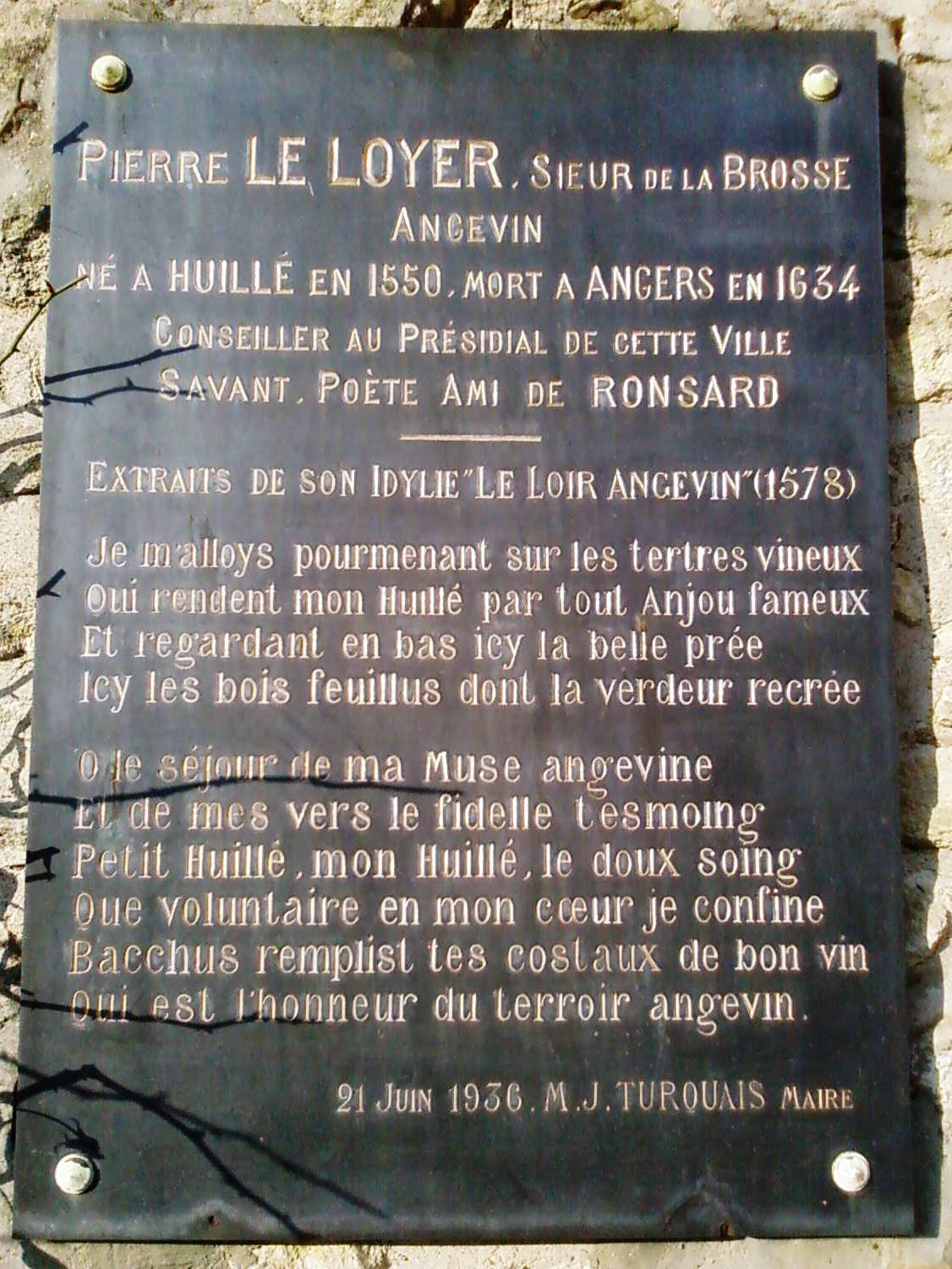
Plaque à la mémoire de Pierre Le Loyer apposée sur la mairie de Huillé.

- Pierre Le Loyer (1550-1634), écrivain. Il a écrit sur Huillé le poème le Loir Angevin dans son Idylle du Loir, éloge à Ronsard, publié aux éditions Edouard Galletier (1918), consultable à la Bibliothèque nationale de France. Une plaque à sa mémoire est apposée sur la mairie.